# Формело
Формѐло (на италиански: Formello) е град и община в Централна Италия, провинция Рим, регион Лацио. Разположен е на 225 m надморска височина. Населението на общината е 12 802 души (към 2010 г.).